# Superlentille

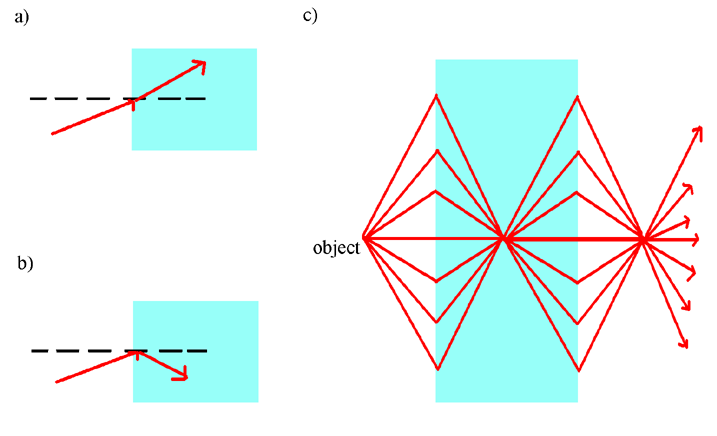
Propagation des rayons optiques dans un matériau d'indice optique négatif.

Une superlentille est une lentille optique élaborée avec des métamatériaux et permettant de distinguer des détails jusqu'à vingt fois inférieurs à la longueur d'onde d'utilisation.
Une lentille classique est dite « limitée par la diffraction », c'est-à-dire que l'image la plus petite que l'on pourra obtenir sera toujours une tache d'Airy et donc possède un diamètre dépendant du diamètre de la lentille et de la longueur d'onde d'utilisation, limitant l'utilisation de lentilles classiques en verre optique à l'observation d'objet de quelques centaines de nanomètres. De manière à distinguer des objets de l'ordre du nanomètre, il est nécessaire d'utiliser un microscope électronique à balayage.

## Historique
La possibilité de réaliser des superlentilles avait été prédite en 2000 par le physicien John Pendry qui avait expliqué que les métamatériaux dont l'indice de réfraction est négatif pourraient amplifier et focaliser les ondes dites évanescentes.
Une première expérience en 2005 montre alors que les prévisions de Pendry sont réalisables. Des chercheurs de l'université de Berkeley réussissent alors à obtenir une résolution de 89 nm en faisant passer une onde de 365 nm au travers d'un objet troué puis d'un film d'argent de 35 nm d'épaisseur. Cette résolution est alors bien meilleure que celle de 320 nm prédite par l'optique classique. Cette expérience cependant n'utilise alors pas de métamatériau mais le fait que l'argent possède une permittivité négative.

## Principe
Les superlentilles utilisent les propriétés des métamatériaux à indice de réfraction négatif (en) qui, grâce à leur permittivité diélectrique et leur perméabilité magnétique négatives vont réfracter la lumière dans la direction opposée de la réfraction classique.
Les lentilles classiques focalisent les ondes lumineuses se propageant dans leur milieu, mais les métamatériaux permettent de focaliser non pas les ondes propagées mais les ondes évanescentes qui voient leur intensité décroître exponentiellement avec la distance. C'est grâce à ces ondes que des détails plus fins que la longueur d'onde peuvent être observés.